# 自在結び

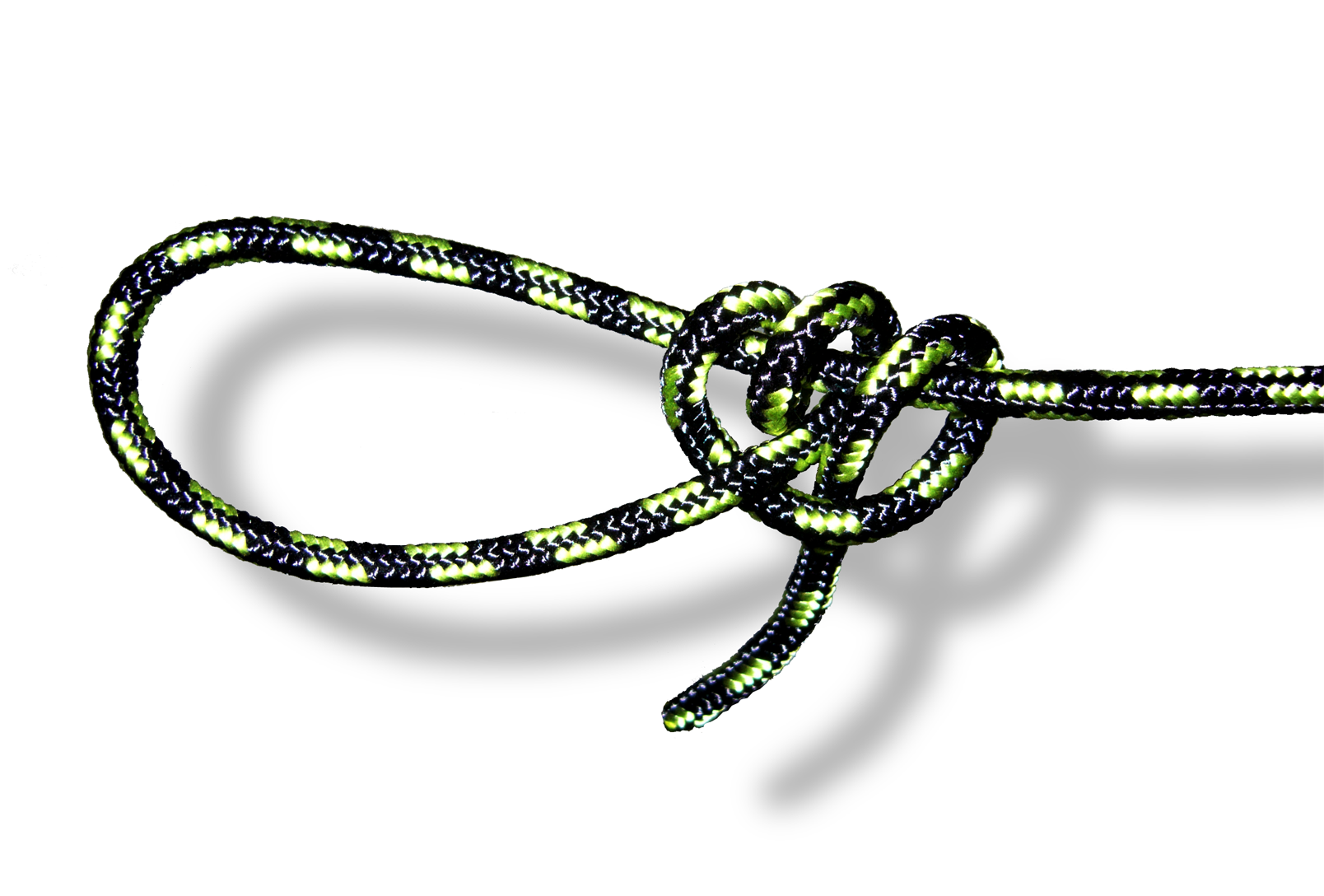
自在結び（最初のひと結びを省略している）

自在結び（じざいむすび）は、ロープを芯に結びつける方法（ヒッチ）のひとつ。張り綱結び（はりづなむすび）とも。英語ではトートライン・ヒッチ（Taut-line hitch）という。

## 結び方
自在結びは、以下のようにして結ぶ。
1. 芯に紐を掛け、ひと結びの状態にする。
2. さきほどと少し離れたところで、動端を元端側のロープに対して、交点に荷重がかかるように2重の巻きを施す。
3. 続いてすぐ近くにひと結びをする。
4. 動端を引っ張って結び目を締める。

結び目は、ステップ1でつくったひと結びのところとステップ2から3でつくったところの2箇所にできる。
最初のひと結びは省略することもある。

## 特徴・用途
ステップ2～3でつくった結び目を芯に近づけると結びはゆるくなり、芯から離すときつくなる。張り綱結びという別名の通り、アウトドアでテントの張り綱を固定するために用いられる。